# Miguel Molas
Miguel Molas (? - 1840) fue un cartógrafo y militar originario de Cataluña, España, quien vivió desde joven y murió en la costa oriental de la península de Yucatán, en el mar Caribe. Fue acusado de piratería y de conducir negocios con bucaneros famosos como los hermanos Lafitte, uno de los cuales murió a consecuencia de las heridas que sufrió durante una pelea con Molas. Además de ser militar fungió como funcionario aduanal del gobierno de Yucatán y estuvo preso durante un tiempo acusado de tráfico de mercancías y de esclavos. Un cabo geográfico, en el punto más oriental de la república mexicana, denominado Punta Molas, ubicado en la isla de Cozumel, lleva su nombre.

## Datos históricos
Miguel Molas como cartógrafo en la península de Yucatán publicó en El registro Yucateco (tomo I, páginas 121 - 130), año de 1817, un artículo denominado Derrotero de la península de Yucatán, de todas sus costas, islas, bajos, puertos y arrecifes, trabajado por la práctica, experiencia y cumplido conocimiento de D. Miguel Molas, que contiene anotaciones pertinentes del religioso Domingo A. Fajardo. Al no contarse en la península, en esa época, de medios litográficos, los planos y gráficas que se anexaban no fueron reproducidos junto con el texto. Respecto de esto, el cartógrafo e historiador Michel Antochiw, en su libro Historia Cartográfica de la Península de Yucatán, dice que los planos correspondientes al trabajo de Miguel Molas se extraviaron y comenta:

Según Molas, Yucatán empezaba en la costa oriental desde la Punta Zapotillos, como también lo representó Juna José de León.

Al parecer Molas vivió una vida de aventurero y mucho de su biografía está rodeada por la leyenda, la especulación y las conjeturas. La península de Yucatán, durante los siglos XVII, XVIII y principios del XIX, es rica en historias de piratería y de traficantes de mercancías y de personas, muchas veces relacionadas con los bucaneros, a los que, al igual que a los piratas, se los consideró como transgresores de la ley. Miguel Molas formó parte de algunas de estas historias. Entre 1810 y 1814 era vigía y funcionario aduanal en El Cuyo, cerca de Río Lagartos, en Yucatán. Había tenido a su cargo también la recaudación de fondos para la reconstrucción de Yalahau que hasta ese entonces se llamó Nueva Málaga. Se le acusó de haberse apropiado los fondos que recaudó y de coludirse con piratas para beneficio de su propio peculio. Estuvo incluso preso por estos y otros cargos, habiendo escapado de la prisión en la que se encontraba. John L. Stephens, explorador arqueológico, lo menciona en su libro Incidentes de viaje en Yucatán y narra acerca del vínculo que se dio entre Molas y los hermanos Lafitte.
Se cuenta que escapó de la cárcel de Mérida y se fue a refugiar a la isla de Cozumel, al rancho San Miguel, que había sido la antigua guarida de Lafitte. En ese lugar vivió con su mujer y sus hijos durante varios años hasta que el gobierno de Yucatán pareció olvidar las querellas que había en su contra. Regresó después a tierra firme instalándose en el rancho Tancah que fue su refugio final. Murió en las cercanías de ese paraje regresando de un viaje que emprendió a la población de Chemax. Su cadáver quedó en el camino y el indígena que lo acompañaba llegó hasta su rancho para dar aviso a la familia. Los hijos intentaron recuperar sus despojos, pero al trasladarlo por agua en una canoa, naufragaron como consecuencia de una tormenta, perdiéndose el cuerpo de Molas en las aguas del Caribe mexicano.